# Rasa d'Ollers
La Rasa d'Ollers és un torrent afluent per la dreta de la Riera de Llanera que transcorre íntegrament pel terme municipal de Torà (Segarra). La seva xarxa hidrogràfica, que també transcorre íntegrament pel terme municipal de Torà, està constituïda per quatre cursos fluvials la longitud total dels quals suma 2.537 m.